# Cyrtodactylus leegrismeri
Espèce
Cyrtodactylus leegrismeri est une espèce de geckos de la famille des Gekkonidae.

## Répartition
Cette espèce est endémique de l'île Tenggol au Terengganu en Malaisie.

## Étymologie
Cette espèce est nommée en l'honneur de Larry Lee Grismer.

## Publication originale
- Chan & Norhayati, 2010 : A new insular species of Cyrtodactylus (Squamata: Gekkonidae) from northeastern Peninsular Malaysia, Malaysia. Zootaxa, n. 2389, p. 47–56.